# Brahmina golovjankoi
Brahmina golovjankoi är en skalbaggsart som beskrevs av Medvedev 1951. Brahmina golovjankoi ingår i släktet Brahmina och familjen Melolonthidae. Inga underarter finns listade.